# I'm a Lady
«I'm A Lady» (en español: Soy una dama), es una canción de la cantante y compositora estadounidense Meghan Trainor. Fue lanzado el 24 de febrero de 2017, por Epic Records y Sony Music Entertainment, para la película animada, Los Pitufos y la aldea escondida. La canción fue escrita y coproducida por Trainor y Martín René y producida por The Monsters and the Strangerz.

## Fondo
Trainor anunció la canción en el 2016
KIIS-FM Jingle Ball, dijo: "Es un himno de mujer optimista, 'love yourself', va como ...'Cause I'm a lady'... y luego BEAT DROPS! 'It's pretty fire'."
Antes del lanzamiento de "I'm a Lady", Trainor público la canción y el video musical en sus redes sociales. Ella anunció la fecha de lanzamiento el 21 de febrero de 2017.

## Recepción de la crítica
Mike Wass de Idolator declaró que es un "regresó al retropop" - aunque con la misma veracidad y actitud que Marcó el álbum Title y continuó diciendo: "la canción tiene un mensaje positivo y un interludio".

## Video musical
El video musical de la canción fue lanzado el 3 de marzo de 2017.

## Posicionamiento
| Listas (2017)                 | Pico posición |
| ----------------------------- | ------------- |
| Estados Unidos (Adult Top 40) | 40            |

## Historial de lanzamiento
| Región         | Fecha                 | Formato                          | Etiqueta  | Ref.   |
| -------------- | --------------------- | -------------------------------- | --------- | ------ |
| Worldwide      | 24 de febrero de 2017 | Descarga digital                 | Epic Sony | [ 8 ]  |
| Estados Unidos | 27 de febrero de 2017 | Radio contemporánea para adultos | Epic      | [ 9 ]  |
| Estados Unidos | 28 de febrero de 2017 | Top 40 de radio                  | Epic      | [ 10 ] |